# Porsangerfjorden
Porsangerfjorden (Same du Nord :  Porsáŋgguvuotna) est un fjord de Norvège situé dans le comté de Finnmark, réparti entre les communes de Nordkapp et de Porsanger. Avec 123 kilomètres de longueur, c'est le quatrième fjord du pays. Il est une dépendance de la mer de Barents.